# 北京电视中心

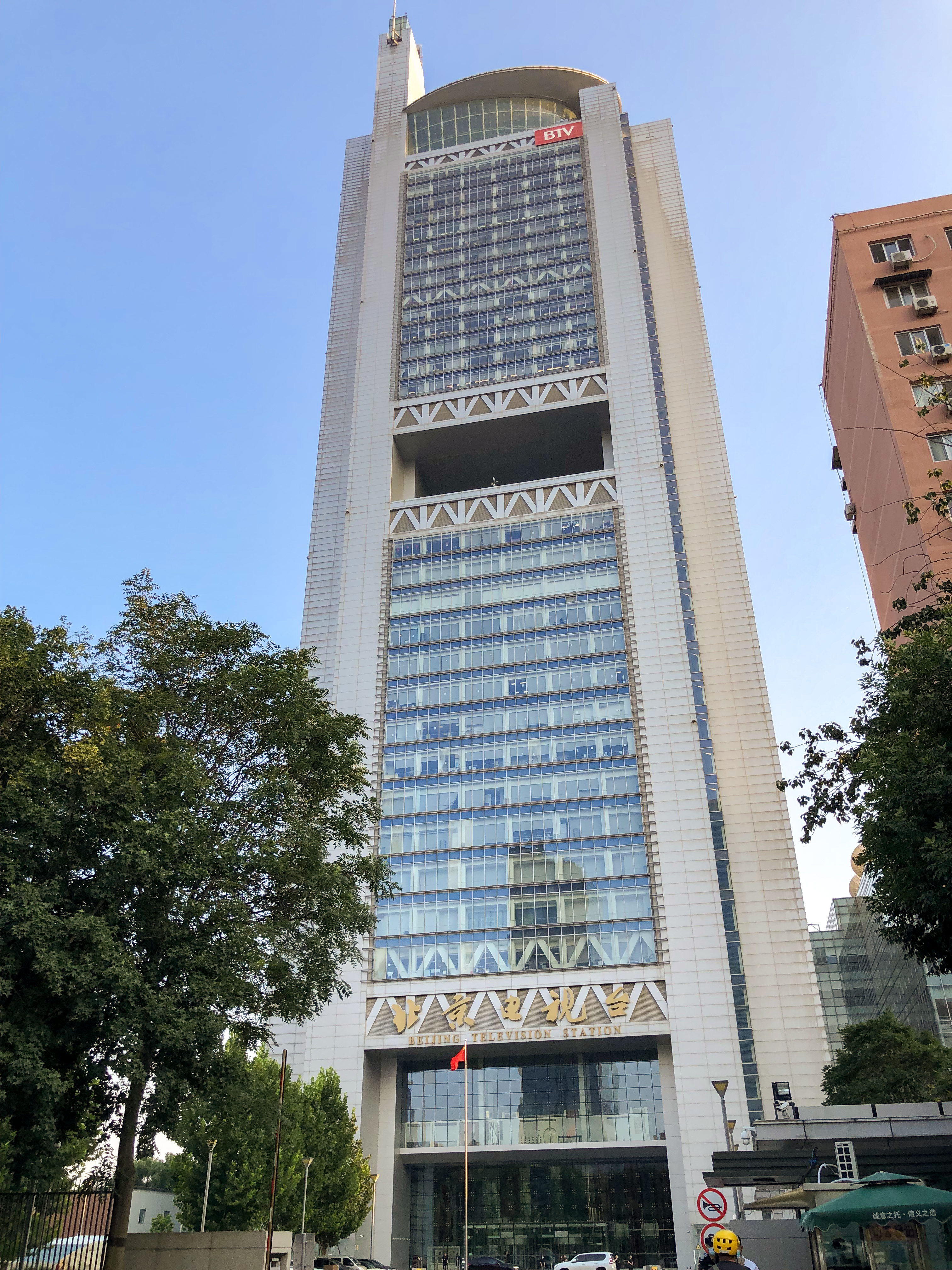
北京广播电视台国贸办公区主楼

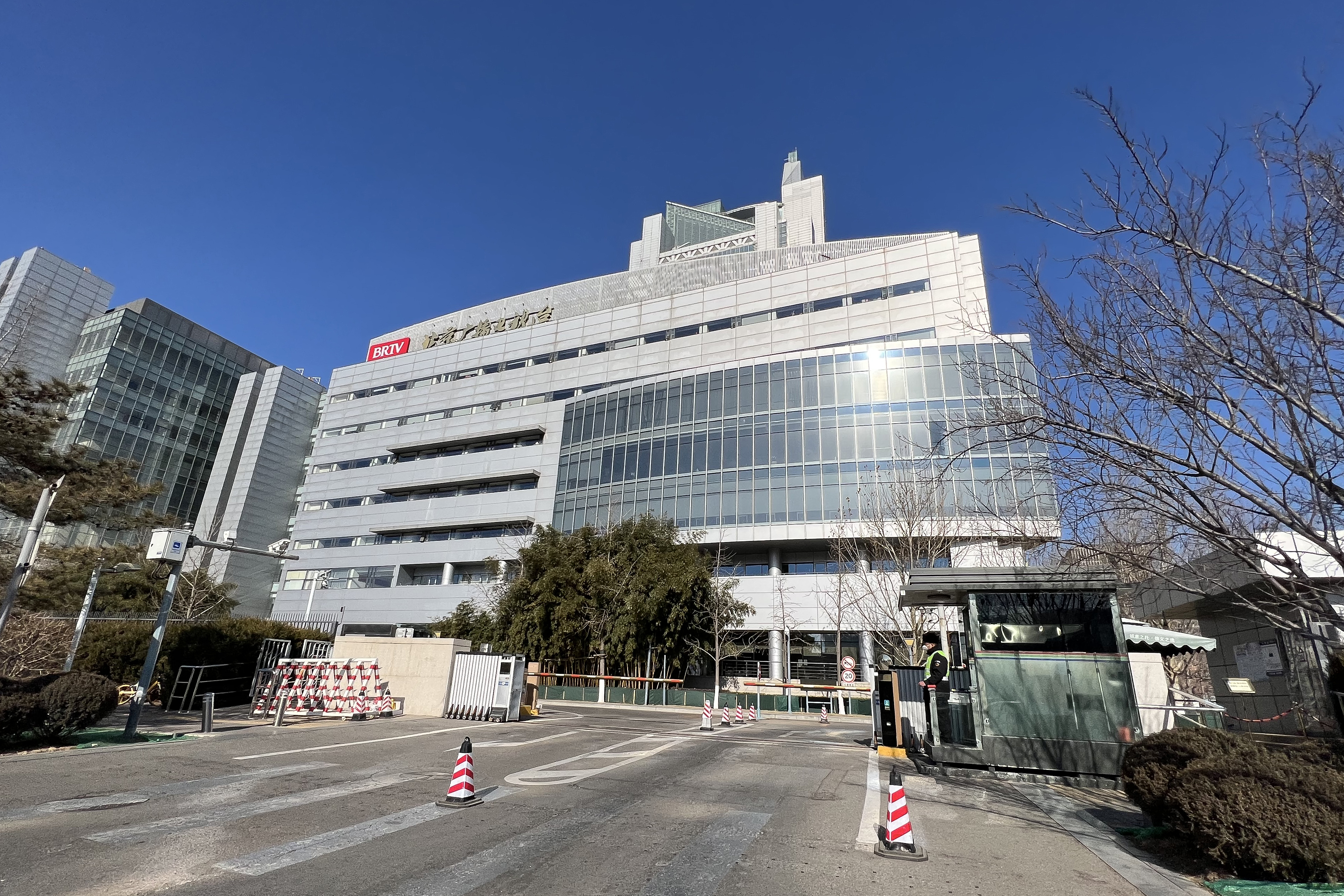
生活服务楼

北京电视中心位于北京市朝阳区建国路甲98号，是北京电视台新台址，也是2000年代北京十大建筑，现称北京广播电视台国贸办公区。

## 历史
北京电视台原址位于海淀区西三环，办公面积狭小。2000年，北京台决定在朝阳区CBD建设北京电视中心。北京电视中心于2002年12月12日奠基开工，按照计划，工程于2006年底竣工，2006年7月至2007年6月底进行电视专业设备的安装和调试，2007年7月试播，2008年1月部分投入使用，北京卫视也于2009年4月1日迁至新址。至2012年初，全部设备已全数搬放新台址。
此前北京台各频道未搬至国贸办公区前，北京卫视、科教频道、影视频道、体育频道、财经频道办公位于苏州桥旧台址，文艺频道、生活频道、青少频道、公共频道、卡酷少儿频道（前身为动画频道、卡酷动画卫视）及京视传媒办公位于远大西路中发商务大楼。